# یواس‌اس میست (اس‌پی-۵۶۷)
یواس‌اس میست (اس‌پی-۵۶۷) (به انگلیسی: USS Mist (SP-567)) یک کشتی بود که طول آن ۵۹ فوت (۱۸ متر) بود. این کشتی در سال ۱۹۰۴ ساخته شد.